# RFC del 1 de abril
Todos los días 1 de abril (día de las bromas de abril, similar al día de los inocentes) desde 1989, la Internet Engineering Task Force publica uno o más documentos RFC humorísticos, siguiendo el camino marcado por la RFC de junio de 1973 titulada ARPAWOCKY. La siguiente lista también incluye RFC humorísticas publicadas en otras fechas.

## Lista de RFC del día de los inocentes y otras RFC humorísticas
- RFC 527 — ARPAWOCKY. R. Merryman, Universidad de California, San Diego. 22 de junio de 1973. Un pastiche de Lewis Carroll.
- RFC 748 — TELNET RANDOMLY-LOSE option. M.R. Crispin. 1 de abril de 1978. Una parodia del estilo de documentación del TCP/IP.
- RFC 968 — Twas the night before start-up. V.G. Cerf, 1 de diciembre de 1985.
- RFC 1097 — TELNET SUBLIMINAL-MESSAGE option. B. Miller. 1 de abril de 1989.
- RFC 1149 — Standard for the transmission of IP datagrams on Avian Carriers. D. Waitzman. 1 de abril de 1990. Actualizado por la RFC 2549;. Inexpresivo lenguaje legal de un documento de estándares que describe los protocolos para transmitir paquetes de datos de Internet mediante palomas mensajeras.
  - Curiosidad: En 2001, la RFC 1149 fue de hecho implementada  por miembros del Grupo de Usuarios de Linux de Bergen (Noruega).
- RFC 1216 — Gigabit Network Economics and Paradigm Shifts. Poorer Richard, Prof. Kynikos. 1 de abril de 1991.
- RFC 1217 — Memo from the Consortium for Slow Commotion Research (CSCR). Vint Cerf. 1 de abril de 1991.
- RFC 1313 — Today's Programming for KRFC AM 1313 Internet Talk Radio. C. Partridge. 1 de abril de 1992. algunas partes de esta RFC están obsoletas: el Efecto Doppler al volar en el Concorde ya no es problema.
- RFC 1437 — The Extension of MIME Content-Types to a New Medium. N. Borenstein, M. Linimon. 1 de abril de 1993.
- RFC 1438 — Internet Engineering Task Force Statements Of Boredom (SOBs). A. Lyman Chapin, C. Huitema. 1 de abril de 1993.
- RFC 1605 — SONET to Sonnet Translation. William Shakespeare. 1 de abril de 1994.
- RFC 1606 — A Historical Perspective On The Usage Of IP Version 9. J. Onions. 1 de abril de 1994.
- RFC 1607 — A VIEW FROM THE 21ST CENTURY. Vint Cerf. 1 de abril de 1994.
- RFC 1776 — The Address is the Message. Steve Crocker. 1 de abril de 1995. Sin contenido, ¿necesitaríamos seguridad de la información?
- RFC 1924 — A Compact Representation of IPv6 Addresses. R. Elz. 1 de abril de 1996.
- RFC 1925 — The Twelve Networking Truths. R. Callon. 1 de abril de 1996.
- RFC 1926 — An Experimental Encapsulation of IP Datagrams on Top of ATM. J. Eriksson. 1 de abril de 1996.
- RFC 1927 — Suggested Additional MIME Types for Associating Documents. C. Rogers. 1 de abril de 1996.
- RFC 2100 — The Naming of Hosts. J. Ashworth. 1 de abril de 1997.
- RFC 2321 — RITA -- The Reliable Internetwork Troubleshooting Agent. A. Bressen. 1 de abril de 1998.
- RFC 2322 —  Management of IP numbers by peg-dhcp. K. van den Hout et al. 1 de abril de 1998.
- RFC 2323 — IETF Identification and Security Guidelines. A. Ramos. 1 de abril de 1998.
- RFC 2324 — Hyper Text Coffee Pot Control Protocol (HTCPCP/1.0). L. Masinter. 1 de abril de 1998.
- RFC 2325 — Definitions of Managed Objects for Drip-Type Heated Beverage Hardware Devices using SMIv2. M. Slavitch. 1 de abril de 1998.
- RFC 2549 — IP over Avian Carriers with Quality of Service. D. Waitzman. 1 de abril de 1999. Actualiza la RFC 1149, mencionada anteriormente.
- RFC 2550 — Y10K and Beyond. S. Glassman, M. Manasse, J. Mogul. 1 de abril de 1999.
- RFC 2551 — The Roman Standards Process -- Revision III. S. Bradner. 1 de abril de 1999.
- RFC 2795 — The Infinite Monkey Protocol Suite (IMPS). S. Christey. 1 de abril de 2000.
- RFC 3091 — Pi Digit Generation Protocol. H. Kennedy. 1 de abril de 2001.
- RFC 3092 — Etymology of "Foo". D. Eastlake 3rd, C. Manros, E. Raymond. 1 de abril de 2001.
- RFC 3093 — Firewall Enhancement Protocol (FEP). M. Gaynor, S. Bradner. 1 de abril de 2001.
- RFC 3251 — Electricity over IP. B. Rajagopalan. 1 de abril de 2002.
- RFC 3252 — Binary Lexical Octet Ad-hoc Transport. H. Kennedy. 1 de abril de 2002.
- RFC 3514 — The Security Flag in the IPv4 Header (Evil Bit). S. Bellovin. 1 de abril de 2003.
- RFC 3751 — Omniscience Protocol Requirements. S. Bradner 1 de abril de 2004.
- RFC 4041 — Requirements for Morality Sections in Routing Area Drafts. A. Farrel. 1 de abril de 2005.
- RFC 4042 — UTF-9 and UTF-18 Efficient Transformation Formats of Unicode. M. Crispin. 1 de abril de 2005.
- Por primera vez desde 1989, en 2006 no hubo RFC del 1 de abril; vea, sin embargo, un anuncio en la lista de distribución de la IETF  sobre el nombramiento de muppet Bert como miembro del IAB que parece ser la broma del 1 de abril de este año.
- RFC 4824   — The Transmission of IP Datagrams over the Semaphore Flag Signaling System (SFSS). Jogi Hofmueller, Aaron Bachmann, IOhannes zmoelnig. 1 de abril de 2007.
- RFC 5241 — Naming Rights in IETF Protocols. A. Falk, S. Bradner. 1 de abril de 2008.
- RFC 5242 — A Generalized Unified Character Code: Western European and CJK Sections. J. Klensin, H. Alvestrand. 1 de abril de 2008.
- RFC 5513 — IANA Considerations for Three Letter Acronyms. A. Farrel. 1 de abril de 2009.
- RFC 5514 — IPv6 over Social Networks. E. Vyncke. 1 de abril de 2009. (implementado en Facebook Ipv6 over Facebook).
- RFC 5841 — TCP Option to Denote Packet Mood. R. Hay, W. Turkal. 1 de abril de 2010.
- RFC 5984 — Increasing Throughput in IP Networks with ESP-Based Forwarding: ESPBasedForwarding. K-M. Moller. 1 de abril de 2011.
- RFC 6214 — Adaptation of RFC 1149 for IPv6. B. Carpenter, R. Hinden. 1 de abril de 2011. (ver IP over Avian Carriers)
- RFC 6217 — Regional Broadcast Using an Atmospheric Link Layer. T. Ritter. 1 de abril de 2011.
- RFC 6592 — The Null Packet. C. Pignataro. 1 de abril de 2012.
- RFC 6593 — Service Undiscovery Using Hide-and-Go-Seek for the Domain Pseudonym System (DPS). C. Pignataro, J. Clarke, G. Salgueiro. 1 de abril de 2012.
- RFC 6919 — Further Key Words for Use in RFCs to Indicate Requirement Levels. R. Barnes, S. Kent, E. Rescorla. 1 de abril de 2013.
- RFC 6921 — Design Considerations for Faster-Than-Light (FTL) Communication. R. Hinden. 1 de abril de 2013.
- RFC 7168 — The Hyper Text Coffee Pot Control Protocol for Tea Efflux Appliances (HTCPCP-TEA). I. Nazar. 1 de abril de 2014. (ver Hyper Text Coffee Pot Control Protocol)
- RFC 7169 — The NSA (No Secrecy Afforded) Certificate Extension. S. Turner. 1 de abril de 2014.
- RFC 7511 — Scenic Routing for IPv6. M. Wilhelm. 1 de abril de 2015.
- RFC 7514 — Really Explicit Congestion Notification (RECN). M. Luckie. 1 de abril de 2015.
- En 2016 no hubo RFC del 1 de abril.
- RFC 8135 — Complex Addressing in IPv6. M. Danielson, M. Nilsson. 1 de abril de 2017.
- RFC 8136 — Additional Transition Functionality for IPv6. B. Carpenter. 1 de abril de 2017.
- RFC 8140 — The Arte of ASCII: Or, An True and Accurate Representation of an Menagerie of Thynges Fabulous and Wonderful in Ye Forme of Character. A. Farrel. 1 de abril de 2017.

## Otras RFC humorísticas
- RFC 439 — PARRY Encounters the DOCTOR. V. Cerf. 21 de enero de 1973.
- RFC 527 — ARPAWOCKY. R. Merryman. 22 de junio de 1973.
- RFC 968 — Twas the Night Before Start-up. V. Cerf. diciembre de 1985.
- RFC 1882 — The 12-Days of Technology Before Christmas. B. Hancock. diciembre de 1995.
- RFC 2410 — The NULL Encryption Algorithm and Its Use With IPsec. R. Glenn, S. Kent. noviembre de 1998.